# 權利動議
權利動議（Privileged motion）是一項議事程序，位階上優先於其它議案。權利動議通常是非常重要或有急迫性的事項，皆毋需討論；它們雖然有優先權，但主席仍需視與會者之動議理由是否適當再做裁決。根據《羅伯特議事規則》，權利動議包含喚起日程、延會動議、散會動議、休息動議與權宜問題等。
《議事程序準則》刪除權利動議中的延會動議與喚起日程，它認為喚起日程可用秩序問題取代。